# Oosterweeren (Siddeburen)
Oosterweeren, na 1850 ook wel Oudeweren of Oudeweeren (uit het Gronings: Olweren), is een voormalig buurtschap, nu een straat, ten noordoosten van Siddeburen in de provincie Groningen. Tot het gebied behoorde vanouds ook de bebouwing aan de zuidkant van de Weereweg te Tjuchem. De Zanden en de Oudeweg golden als afzonderlijke buurtschappen.
Het was een gebied met smalle opstrekkende kavels en verspreide keuterboerderijen. De grond gold als onvruchtbaar. In het Gronings werd weern ook wel gebruikt om "onbebouwd en onbemest land" oftewel heide en ruigte aan te duiden. Volgens de volkskundige Tjaard W.R. de Haan was de naam Olweern daarom kleinerend bedoeld. Vanwege de schapenhouderij noemde men de bewoners wel schoapsteerten. Het buurtje telde in 1879 46 huizen, daarnaast stonden er 9 woningen aan de Weereweg. en 22 op De Zanden. In 1930 had Oosterweeren nog 30 huizen met 121 inwoners. De meeste woningen zijn sindsdien verplaatst naar de Oudeweg oftewel Leentjer. De naam leeft voort in die van het motorgemaal Wold en Weer te Tjuchem, gebouwd omstreeks 1971.

## Geschiedenis
Oosterweeren en De Zanden maakten volgens de historisch-geograaf J.K. de Cock deel uit van een vroegmiddeleeuws veenontginningsblok. De belangrijkste ontginningsas in het gebied, de Dijksloot (vroeger Tjuchemermaar genoemd), was echter uitgelijnd op de kerk Holwierde, zodat de verkaveling niet ouder kan zijn dan de 11e eeuw. Het streekje wordt sinds de 18e eeuw Oosterweeren genoemd, eerder in de Weren (1615) of Weringe (1635). In 1709 wordt 12 deimt land achter die Lintje in de Oosterweeren verkocht. 
Over de oorsprong van het gebied is weinig bekend. Vermoedelijk was er in de middeleeuwen meer bewoning. Oosterweeren vormde één ontginningsblok met De Zanden. 
Oosterweren werd aan de noordkant begrenst door een leidijk (de Borg) met daarachter de Burg- of Borgwatering. De Oudeweg vormde de grens met Oostwold aan de zuidkant, waar de dorpskerk stond. De verkavelingsrichting sloot aan bij Oostwold, dat mogelijk iets later is ontgonnen. Het toponiem weer duidt op lange en smalle percelen, een aandeel of waardeel in het ontginningsblok. Het komt ook elders in de regio voor, zoals het Weerland bij Wagenborgen en de Weerlanden bij Nieuwolda.
Het gebied had vaak te maken met wateroverlast. Binnen het Oostwolderzijlvest vormden Weringe en Tjuchem in 1635 twee afzonderlijke onderdelen, die echter vanwege hun lage ligging geen plek in het bestuur hadden. Op de provinciekaart van Starkenborgh en Visscher van omstreeks 1680 heet het streekje Inde weer. Theodorus Beckeringh noemt het gebied in 1781 In de Weer, maar hij plaatst het abusievelijk bij Tjuchem. Het ligt voor de hand dat het hier gaat om de bewoning langs de Weereweg.  
In de lager gelegen delen van de Oosterweeren woonden maar weinig mensen. In 1779 was sprake van een huisje in de Siddebuurster Oosterweren bij de Cromme laan. In de kerkboeken komt de woonplaats Oosterweeringe  sinds 1788 voor. Alleen de hoogste plekken kenden vermoedelijk al langer bewoning en werden in de 18e eeuw Oosterzanden genoemd. Dit ter onderscheiding van de buurtschappen De Zanden (Westerzanden) en de Huisweren, verder westelijk. Pas door de bouw van poldermolens werd het gebied drooggelegd en verrezen er meer huizen. 
De Zuider- en de Noorderpolder in de Oosterweeren vormden later afzonderlijke waterschappen met twee poldermolens, gebouwd in 1801 en 1807. Beide polders waterden uit op de Munnikesloot en het Holemaar.   
Het gebied van de Oosterweeren is door de  ruilverkaveling onherkenbaar veranderd. De Oosterweeren is nu een doodlopende zijstraat van de Oudeweg bij de buurtschap Leentjer.    
In de Oosterweren bevond zich vroeger de Kraaierspoel, een meerstal ten westen van Wilderhof aan de Munnekesloot. Over dit meertje werden spookverhalen verteld. Iedere nacht was hier een man te vinden die het plasje met een bodemloos vat moest leegscheppen. Dit als straf voor wat hij had misdaan. De naam van de plas leeft voort in die van het nieuw gegraven Kraaijersmaar.    
Van de naam van de buurtschap Oosterweren is ook de familienaam Van Weeren afgeleid.

## Weereweg
De buurtschap  aan de Weereweg of Borgweg werd tot het begin van de 20e eeuw tot Siddeburen gerekend, ook al gingen de bewoners vermoedelijk in Meedhuizen ter kerke. Het was gelegen achter het middeleeuwse kadedijkje de Borg, ten zuiden van de Borgsloot. Het streekje wordt pas genoemd in de 18e eeuw, maar de bewoning was ongetwijfeld ouder. De wegverbinding met Tjuchem dateert pas van na 1871. De volkstelling van 1930 rekende de Weereweg bij Wilderhof (samen 41 huizen met 146 inwoners); tegenwoordig vallen beide buurtjes onder Tjuchem. De nieuwere bebouwing aan de noordkant van de Weereweg wordt daarentegen tot Meedhuizen geteld. 